# Wen'an
Wen'an léase Uén-An (en chino simplificado, 文安县; pinyin, Wén'ān xiàn) es un condado bajo la administración directa de la ciudad-prefectura de Langfang. Se ubica en la provincia de Hebei, este de la República Popular China. Su área es de 1036 km² y su población total para 2010 fue más de 500 mil habitantes.

## Administración
El condado de Wen'an se divide en 13 pueblos que se administran en 12 poblados y 1 villa étnica.